# Championnat de Namibie féminin de football
Le championnat de Namibie féminin de football ou Women's Super League est une compétition namibienne de football féminin.

## Palmarès
| Saison    | Champion                       |
| --------- | ------------------------------ |
| 2005      | Okahandja Beauties FC          |
| 2006-2007 | Okahandja Beauties FC          |
| 2007-2008 | Okahandja Beauties FC          |
| 2009      | Okahandja Beauties FC          |
| 2010      | Compétition non disputée       |
| 2011-2012 | Jacqueline Shipanga Academy FC |
| 2013      | Compétition non disputée       |
| 2014      | Compétition non disputée       |
| 2015-2016 | Tura Magic Ladies              |
| 2016-2018 | Compétition non disputée       |
| 2018-2019 | Tura Magic Ladies              |
| 2019-2020 | Compétition non disputée       |
| 2020-2021 | Tura Magic Ladies              |
| 2023      | Tura Magic Ladies              |
| 2024      | FC Ongos Ladies                |
| 2025      | Beauties FC                    |